# 九龍巴士14C線
九龍巴士14C線是香港一條已停駛的巴士路線，來往鯉魚門（三家村碼頭）和觀塘（裕民坊）的循環巴士路線，主要為三家村和油塘的居民提供接駁服務。

## 歷史
- 1969年8月8日，本線投入服務。
- 1974年10月14日，為配合14A線投入服務，來回程改經油塘邨內的欣榮街。
- 1997年12月9日，配合欣榮街和油塘邨進行重建工程，來回程改經邨外一段鯉魚門道。
- 2000年7月1日，改為全線空調服務。
- 2001年6月26日，改為循環線模式運作，由觀塘（裕民坊）巴士總站開出。
- 2009年7月19日，配合觀塘市中心重建項目，本線改由位於鯉魚門的仁宇圍開出，途經裕民坊後折返。另加開一班特別車，由裕民坊開出，以彌補總站調遷後，對觀塘市中心乘客構成的不便，但同時削減班次至45（清晨及晚上）／50（日間）一班。
- 2010年7月7日，改派一部配備歐盟五型環保引擎的12米MCV Evolution車身富豪B7RLE低地台單層空調巴士（AVC25／PG9293）替代丹尼士巴士飛鏢字軌車（AA26／GD5192）。
- 2012年11月，運輸署於呈交予觀塘區議會交通及運輸委員會的文件中，建議取消本路線，並開辦新線14X（第2代），往來鯉魚門至中港碼頭，取道啟德隧道及東九龍走廊往返[1]，建議獲觀塘區議會通過，定於2013年3月24日起實施。[2]
- 2013年3月24日：本線永久停駛，由新線14X替代[2]。

## 服務時間
- 本線每天開出24班：

0550、0635、0725、0815、0905、0955、1045、1135、1225、1315、1405、1455、1545、1635、1725、1815、1900、1945、2030、2115、2200、2245、2330、0015
- 另每日0535加開一班晨早特別車，由裕民坊門牌16-18號開往鯉魚門（三家村碼頭）

## 車費
- 全程收費：$4.1

| - 本線設有12歲以下小童及65歲或以上長者半價優惠。 - 乘客可以現金或八達通於上車時付款，不設找續。 - 每位成人乘客可免費攜帶最多兩名4歲以下而不佔座位的兒童乘客乘車，超額之4歲以下小童必須繳付小童車費乘車。 - 持有「九巴月票」之乘客在車票有效期內，每日可享最多10程任何九龍巴士及龍運巴士路線（包括本路線，以及聯營路線的九龍巴士／龍運巴士提供的班次；惟乘搭機場「A」及「NA」線則可享原價二七折優惠（不會計算每天10次合資格車程））；而B1線則每日可享最多各2程（不會計算每天10次合資格車程）。 - 九龍巴士、城巴、龍運巴士及陽光巴士全職員工及家屬（不包括外判職員）可免費乘搭本路線，惟必須拍職員或職員家屬八達通。 - 乘客亦可透過多元化電子支付系統（e度嘟）繳付車資，包括使用非接觸式VISA卡、JCB卡、萬事達卡、銀聯卡、美國運通、大來國際、Discover Card、Apple Pay、Google Pay、Samsung Pay、AlipayHK「易乘碼」、支付寶、WeChatHK／微信支付「搭車碼」、銀聯雲閃付「乘車碼」及BOC Pay「乘車碼」。乘客使用此付款方式，使用此支付方式的乘客可享有中途下車之分段收費，以及與其他九巴／龍運獨營路線或聯營線九巴／龍運班次之轉乘優惠，惟不適用於與非九巴／龍運路線之轉乘優惠，亦不能享有「公共交通費用補貼計劃」及「長者及合資格殘疾人士公共交通票價優惠計劃」。 |

## 行車路線
途經：仁宇圍、東源街、崇信街、茶果嶺道、高超道、鯉魚門道、觀塘道、協和街、同仁街、裕民坊、康寧道、觀塘道、鯉魚門道、藍田鐵路站巴士總站、鯉魚門道、高超道、茶果嶺道、崇信街及仁宇圍。

## 沿線車站

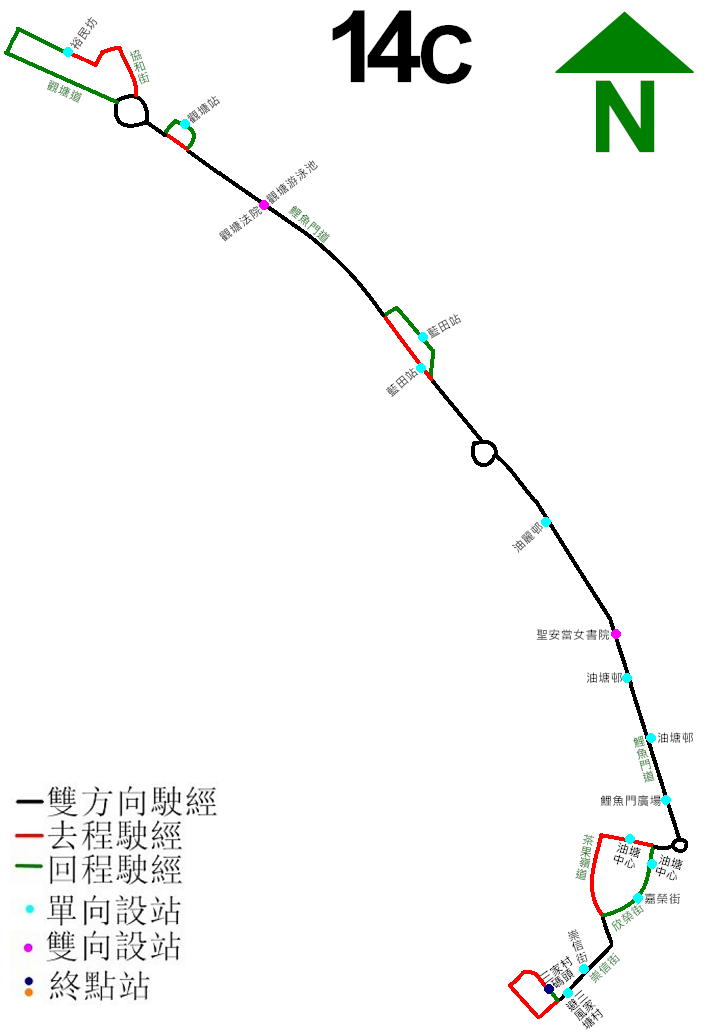
14C線取消前的走線圖

| 鯉魚門開 | 鯉魚門開       | 鯉魚門開           |        |
| 車站     | 車站名稱       | 位置               |        |
| -------- | -------------- | ------------------ | ------ |
| 1        | 三家村碼頭     | 仁宇圍             |        |
| 2        | 崇信街         | 崇信街             | 崇信街 |
| 3        | 油塘中心       | 高超道             |        |
| 4        | 鯉魚門廣場     | 鯉魚門道           |        |
| 5        | 油塘邨         | 鯉魚門道           |        |
| 6        | 聖安當女書院   | 鯉魚門道           |        |
| 7        | 油麗邨         | 鯉魚門道           |        |
| 8        | 藍田站         | 鯉魚門道           |        |
| 9        | 觀塘法院       | 鯉魚門道           |        |
| 10       | 裕民坊         | 裕民坊             |        |
| 11       | 觀塘站巴士總站 | 觀塘站巴士總站     |        |
| 12       | 觀塘游泳池     | 鯉魚門道           |        |
| 13       | 藍田站         | 藍田公共運輸交匯處 |        |
| 14       | 聖安當女書院   | 鯉魚門道           |        |
| 15       | 油塘邨         | 鯉魚門道           |        |
| 16       | 油塘中心       | 欣榮街             |        |
| 17       | 嘉榮街         | 欣榮街             |        |
| 18       | 三家村避風塘   | 崇信街             |        |
| 19       | 三家村碼頭     | 仁宇圍             |        |

## 其他
在路線取消前，本線平均班次達到45-50分鐘一班，打破九龍巴士94線及九龍巴士99線當時的30-35分鐘一班，成為當時九巴班次最稀疏的日間常規專利巴士路線，現在已被60分鐘一班的14H和74A打破。

## 外部連結
- 九巴14C線 （页面存档备份，存于）